# Транспорт в Доминиканской Республике
Транспорт в Доминиканской Республике состоит из системы дорог, аэропортов, портов, гаваней и городского железнодорожного транспорта.

## Автомобильные дороги
Пять национальных основных автомобильных магистралей (DR-1, DR-2, DR-3, DR-4, DR-5), соединяющие крупные города и туристические центры, находятся в хорошем состоянии. По данным на 2002 год общая длина дорог составляет около 19 705 км, из которых 9 872 км с твёрдым покрытием, а 9 833 км — грунтовые (на 2002 est.). Как и в многие другие развивающиеся страны, Доминиканская Республика испытывает проблемы, связанные с отсутствием асфальтированных дорог, связывающих маленькие города и другие малонаселённые пункты.

## Общественный транспорт

### Метрополитен и легкорельсовый транспорт
Метрополитен Санто-Доминго стал первой системой метрополитена в стране и второй в Карибском регионе после Метрополитена Сан-Хуана, столицы Пуэрто-Рико.  27 февраля 2008 года впервые система метрополитена была протестирована действующим президентом страны Леонелем Фернандесем, а с 30 января 2009 года началось её коммерческое использование. На 2014 год система состоит из двух линий, планируется также расширение существующих линий и строительство новых.
Легкорельсовый транспорт Сантьяго — планируемая система легкорельсового транспорта во втором крупнейшем городе страны Сантьяго-де-лос-Трейнта-Кабальерос.

### Автобусы
В Доминиканской Республике существует довольно надёжная и комфортная автобусная система. Тарифы, как правило, недорогие, в большинстве городов есть автовокзалы и остановки.

### Маршрутное такси (Carros Públicos)
Маршрутное такси (Carros Públicos–Conchos) в Доминиканской Республике находится в частной собственности и служит одним из основных видов транспорта в Санто-Доминго и других крупных городах страны. Маршрутные такси двигаются по определённым маршрутам с возможностью остановки в любом месте. Из-за отсутствия системы, регулирования и общего управления доминиканское маршрутное такси не является достаточно надёжным и комфортным видом транспорта.

## Железнодорожный транспорт
Доминиканские железные дороги находятся в управлении государственной компании и нескольких частных операторов (в основном для сахарных заводов):
- Центральная железная дорога Романы была открыта в 1911 году в полях сахарного тростника. Общая протяжённость линии составляет 757 км, из которых 375 км со стандартной шириной колеи (1 435 мм).
- Государственная железная дорога Доминиканской Республики — 142 км узкоколейной железной дороги (1 067 мм).
- 240 км железных дорог, используемых другими предприятиями сахарной промышленности, различной колеи: 557 мм, 762 мм, 1 067 мм.

Связи доминиканских железных дорог с гаитянскими не существует.

## Порты и гавани
Важнейшие порты и гавани Доминиканской Республики:
- Порт Санто-Доминго
- Порт Айна Оксиденталь, расположенный в 20 км к западу от Санто-Доминго, один из важнейших портов Доминиканской Республики. Около 70% всех грузов, проходящих через порты страны, приходится на Айна Оксиденталь.
- Мультимодальный порт Кауседо — морской терминал и логистический центр, действующий в рамках режима свободной зоны.
- Порт Пуэрто-Платы — главный коммерческий порт северного побережья Доминиканской Республики.
- Порт Бока-Чики расположен в 32 км к востоку от Санто-Доминго и в 8 км от Международного аэропорта Лас-Америкас. В настоящее время порт используется почти исключительно для контейнеров и некоторых пиломатериалов, газетной бумаги и однородных грузов.
- Порт Сан-Педро-де-Макориса расположен на реке Игуамо. Этот порт используется в основном для разгрузки сыпучих удобрений, также через него проходят цементный клинкер, уголь, пшеница, дизельное топливо и сжиженный газ. Он также используется для экспорта сахара и патоки, вырабатываемых местными сахарными производствами.
- Центральный порт Романа, расположенный в городе Ла-Романа, принадлежит частной компании «Central Romana Corporation», основанной в 1911 году и имеющей крупнейшее в стране сахарное производство.

## Аэропорты
На 2009 год в стране насчитывается 7 главных и 31 других аэропортов в Доминиканской Республике:
- Международный аэропорт Лас-Америкас, Санто-Доминго
- Международный аэропорт Пунта-Кана, Пунта-Кана / Игуэй
- Международный аэропорт Сибао, Сантьяго-де-лос-Трейнта-Кабальерос
- Международный аэропорт имени Грегорио Луперона, Сан-Фелипе-де-Пуэрто-Плата
- Международный аэропорт Ла-Романа, Ла-Романа
- Международный аэропорт Самана Эль-Катей, провинция Самана
- Международный аэропорт имени Марии Монтес, Бараона